# Vesicisepalum
Vesicisepalum es un género que tiene asignada dos especies de orquídeas, de la tribu Dendrobieae, familia (Orchidaceae). Son nativas de Filipinas. 

## Especies
- Vesicisepalum caputgnomonis
- Vesicisepalum folliculiferum
- Vesicisepalum ustusfortiter